# Bergreihen
Der Bergreihen (von mhd. reie „Tanz(lied), Reigen“, auch Berglied, Berggesang, Bergmannslied) ist eine Form des ständischen geistlichen oder weltlichen Volkslieds der Bergleute. Der Begriff ist seit dem 16. Jahrhundert bezeugt, obwohl die Tradition weiter zurückreicht.

## Geschichte

### Herkunft und Tradition
Die Heimat des Bergreihen sind Thüringen, Sachsen, Böhmen und die Steiermark. Er war ursprünglich ein Reigen der Bergleute, der zu einem Chorlied getanzt wurde. Seine Tradition lässt sich bis ins Hochmittelalter verfolgen, böhmische Sagen wie der Rübezahl-Mythos finden ihren Eingang in die Themen wie die täglichen Erlebnisse der Arbeiter im Erz- und Kohleabbau, der von häufigen Gefahren um Leben und Gesundheit geprägt war.
Der Bergreihen wird 1536 als Langer Tanz von Goslar wegen seiner ständischen Herkunft verboten. Seit der Reformationszeit wurden die ersten geistlichen Texte als Parodien auf die vorhandenen Melodien gedichtet.

### Verbreitung
Vor allem in wirtschaftlichen Krisenzeiten waren Bergleute gezwungen, als wandernde Bergreyer (nach Johann Fischart, 1572) oder „Bergsinger“ ihren Lebensunterhalt zu verdienen. Sie trugen ihre Lieder auf Messen in Städten und Dörfern der Bergbauregionen vor. Das in Deutschland bis in die Gegenwart bekannte Steigerlied („Glück auf, Glück auf, der Steiger kommt“) ist in diesem Zusammenhang seit 1531 belegt im ersten erhaltenen Druck von Bergreihen der Zwickauer Sammlung Etliche hübsche bergkreien, geistlich und weltlich von 1531, der innerhalb der folgenden Jahre mehrmals neu aufgelegt wurde und sich bis nach Nürnberg verbreitete.
Mit dem Aufblühen der Bergbauindustrie zwischen 1750 und 1850 kam auch eine Blüte der Bergreihen. Ungefähr die Hälfte der bekannten Lieder stammt aus dem Erzgebirge. Die ersten Sammlungen waren meistens anonym, bis zur Mitte des 19. Jahrhunderts wurden sie als Sammlungen weltlicher Lieder von Bergarbeitern herausgegeben, von Geistlichen aus den Bergbaugebieten auch als Sammlungen geistlicher Lieder, darunter auch die so genannten Bergmannschoräle.

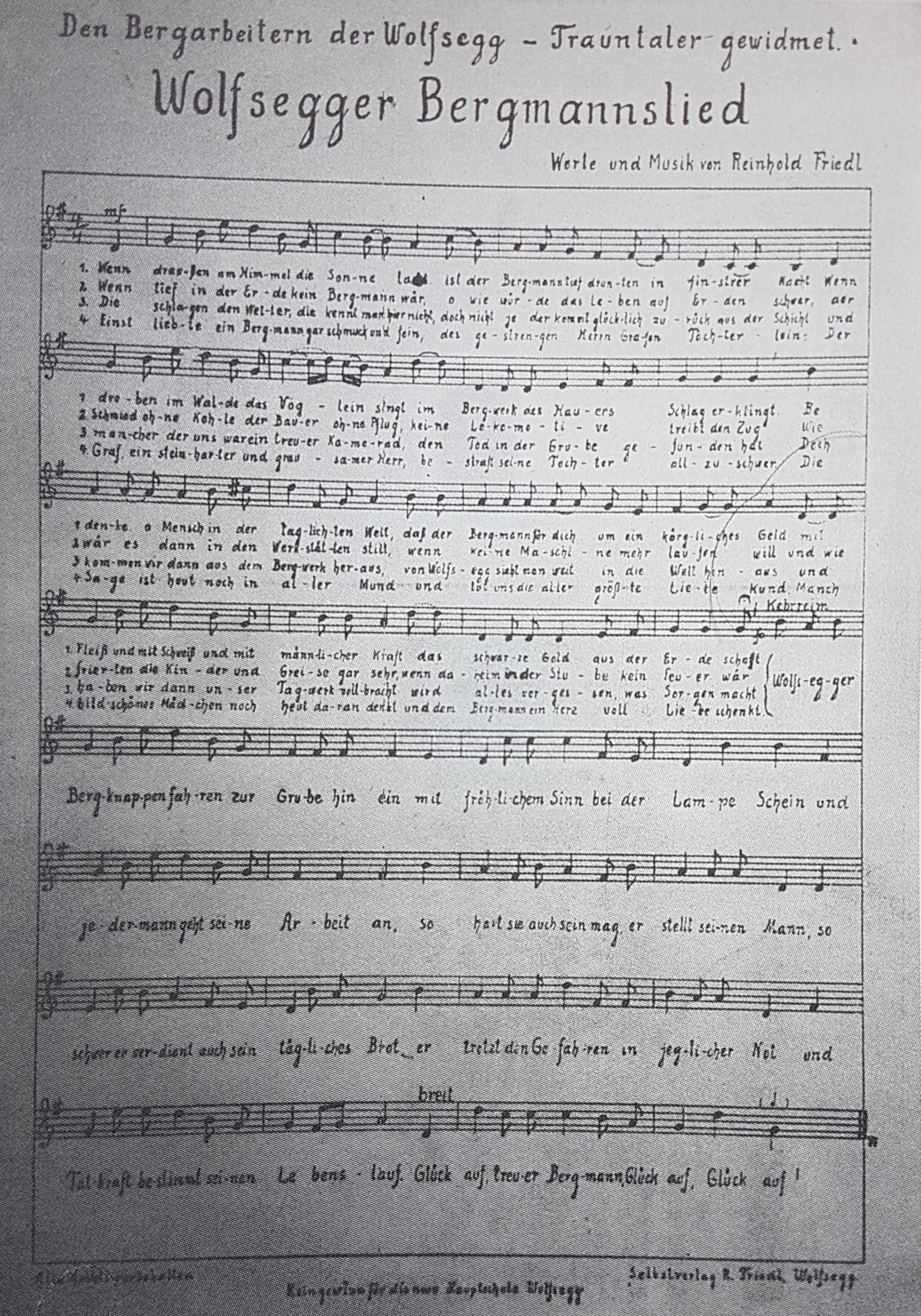
Ein Zettel von dem "Bergmannslied".

Danach wurde die Form des Bergreihen besonders von Bergbeamten von der frühen Arbeiterdichtung z. B. durch Karl Bröger zum literarischen Genre des Bergmannslieds weiterentwickelt. Vor allem wollten die Autoren mit der beginnenden Industrialisierung der Auflösung bergmännischer Traditionen durch die damalige Arbeitsmigration entgegenwirken – wozu sie auch den Begriff des Bergreihen wieder zu etablieren versuchten – was ihnen jedoch nicht gelang; die von Johann Gottfried Herder geprägte Bezeichnung Bergmannslied setzte sich durch. Bis ins 21. Jahrhundert ist die Wiederbelebungen der Bergreihen eine Aufgabe interessierter Vereine geblieben, die der berufsständischen Gemeinschaft der Bergleute nicht mehr angehören.

## Resonanz in Musik und Dichtung
Auch in der Kunst wurde der Bergreihen aufgenommen, z. B. in der vierstimmigen Bearbeitung Musicalische Bergreihen von Melchior Franck, die bis heute im Druck erhältlich ist. Achim von Arnim nahm einen Bergreihen-Text in die Volksliedsammlung Des Knaben Wunderhorn auf.